# Stanley Glover
Stanley Brooks „Stan” Glover (ur. 18 kwietnia 1908 w Newcastle upon Tyne w Anglii, zm. 23 lutego 1964 w Saskatoon) – kanadyjski lekkoatleta sprinter, medalista olimpijski z Amsterdamu.
Urodził się w Anglii, lecz jako dziecko wyjechał do Kanady, najpierw do Edmonton, a potem do Saskatoon. W szkole średniej zaczął odnosić sukcesy w lekkoatletyce, a po jej ukończeniu zdobył mistrzostwo Kanady w biegu na 440 jardów w latach 1925-1928.
Na igrzyskach olimpijskich w 1928 w Amsterdamie Glover zdobył brązowy medal w sztafecie 4 × 400 metrów (która biegła w składzie: Alex Wilson, Phil Edwards, Glover i James Ball). Wynik 3:15,8 był rekordem Kanady. Na igrzyskach Imperium Brytyjskiego w 1930 w Hamilton zdobył srebrny medal w sztafecie 4 × 440 jardów (w składzie: Wilson, Art Scott, Ball i Glover). Startował również w biegu na 440 jardów, ale odpadł w przedbiegach.
Zakończył wyczynowe bieganie w 1932, ale później uprawiał curling, zdobywając w 1943 mistrzostwo północnego Saskatchewan.